# Žákovice
Žákovice jsou obec ležící v okrese Přerov v Olomouckém kraji. Žije zde 245 obyvatel.

## Historie
První písemná zmínka o obci pochází z roku 1376.

## Obyvatelstvo
| Rok            | 1869 | 1880 | 1890 | 1900 | 1910 | 1921 | 1930 | 1950 | 1961 | 1970 | 1980 | 1991 | 2001 | 2011 | 2021 |
| -------------- | ---- | ---- | ---- | ---- | ---- | ---- | ---- | ---- | ---- | ---- | ---- | ---- | ---- | ---- | ---- |
| Počet obyvatel | 334  | 338  | 340  | 345  | 384  | 406  | 402  | 314  | 339  | 245  | 248  | 218  | 225  | 206  | 239  |
| Počet domů     | 55   | 59   | 65   | 61   | 68   | 68   | 72   | 79   | 73   | 70   | 71   | 77   | 76   | 81   | 82   |

## Obecní správa
Mezi lety 1869–1983 Žákovice byly obcí v okrese Holešov (1869–1950) a později v okrese Přerov. Od 1. července 1983 do 23. listopadu 1990 patřily jako část obce k Soběchlebům a od 24. listopadu 1990 jsou opět samostatnou obcí.

### Obecní symboly
Znak a vlajka byly obci uděleny rozhodnutím předsedy Poslanecké sněmovny Parlamentu České republiky dne 13. června 1995.

## Galerie

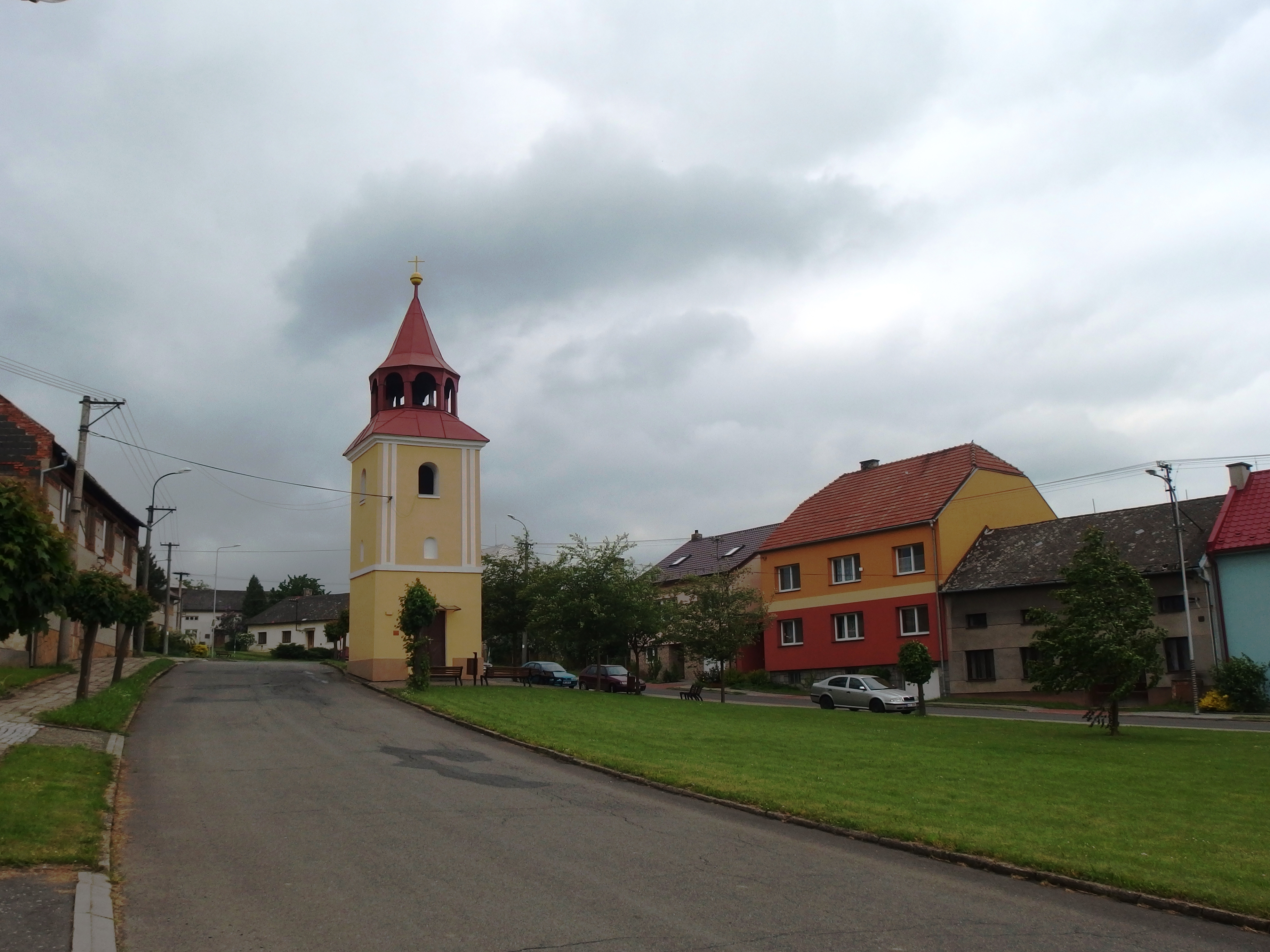
Část návsi
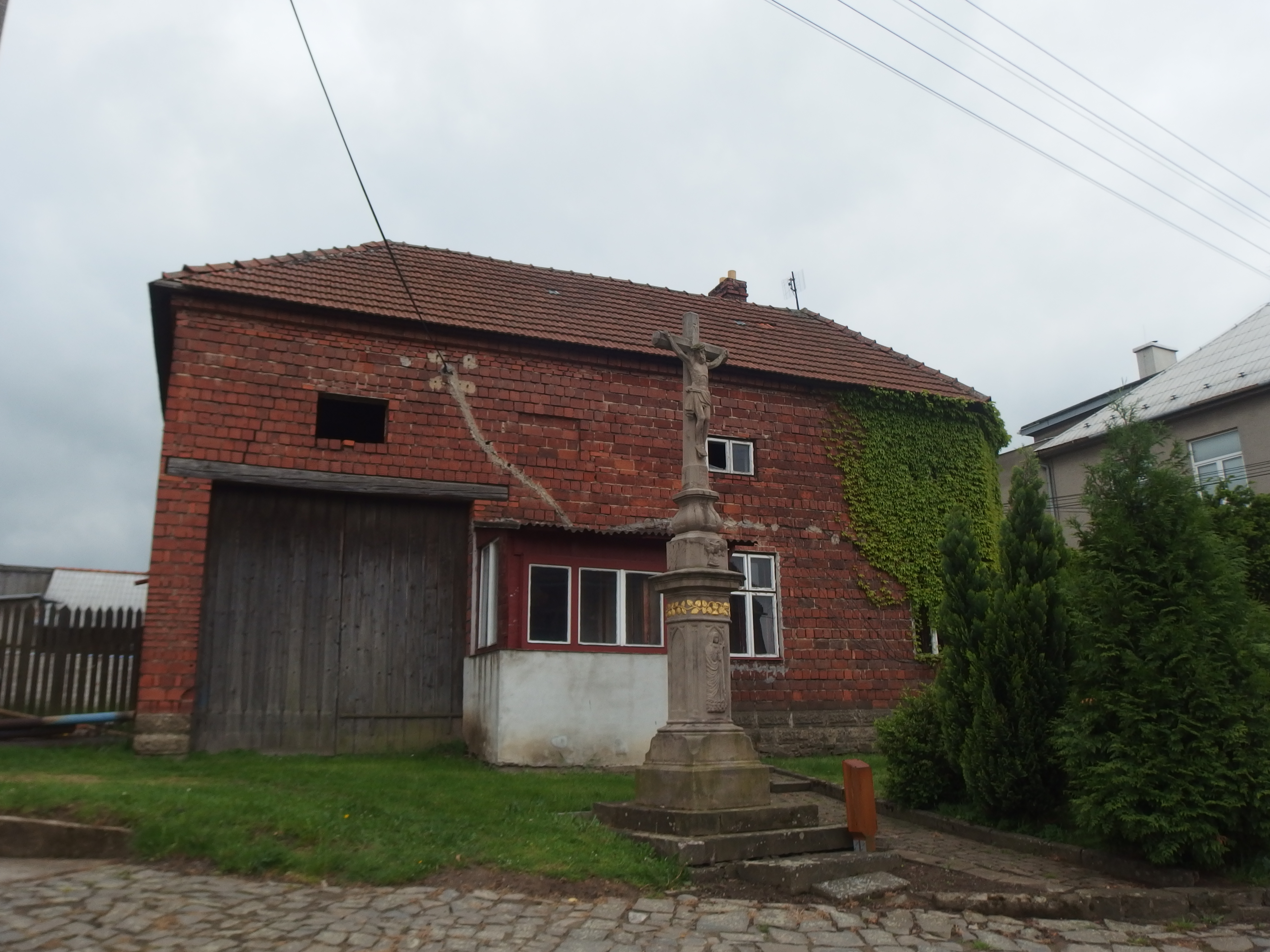
Kříž
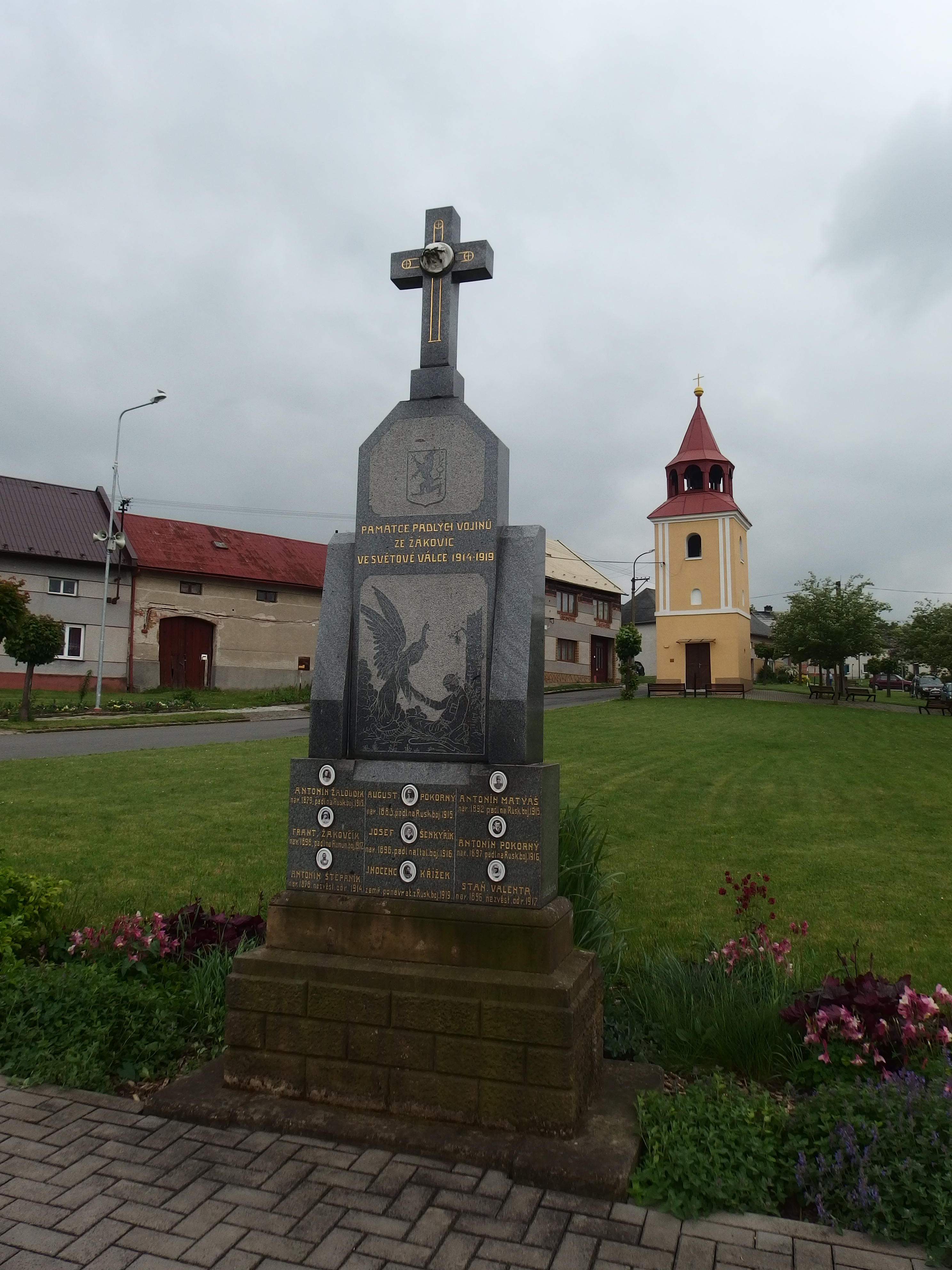
Pomník obětem I. sv. války
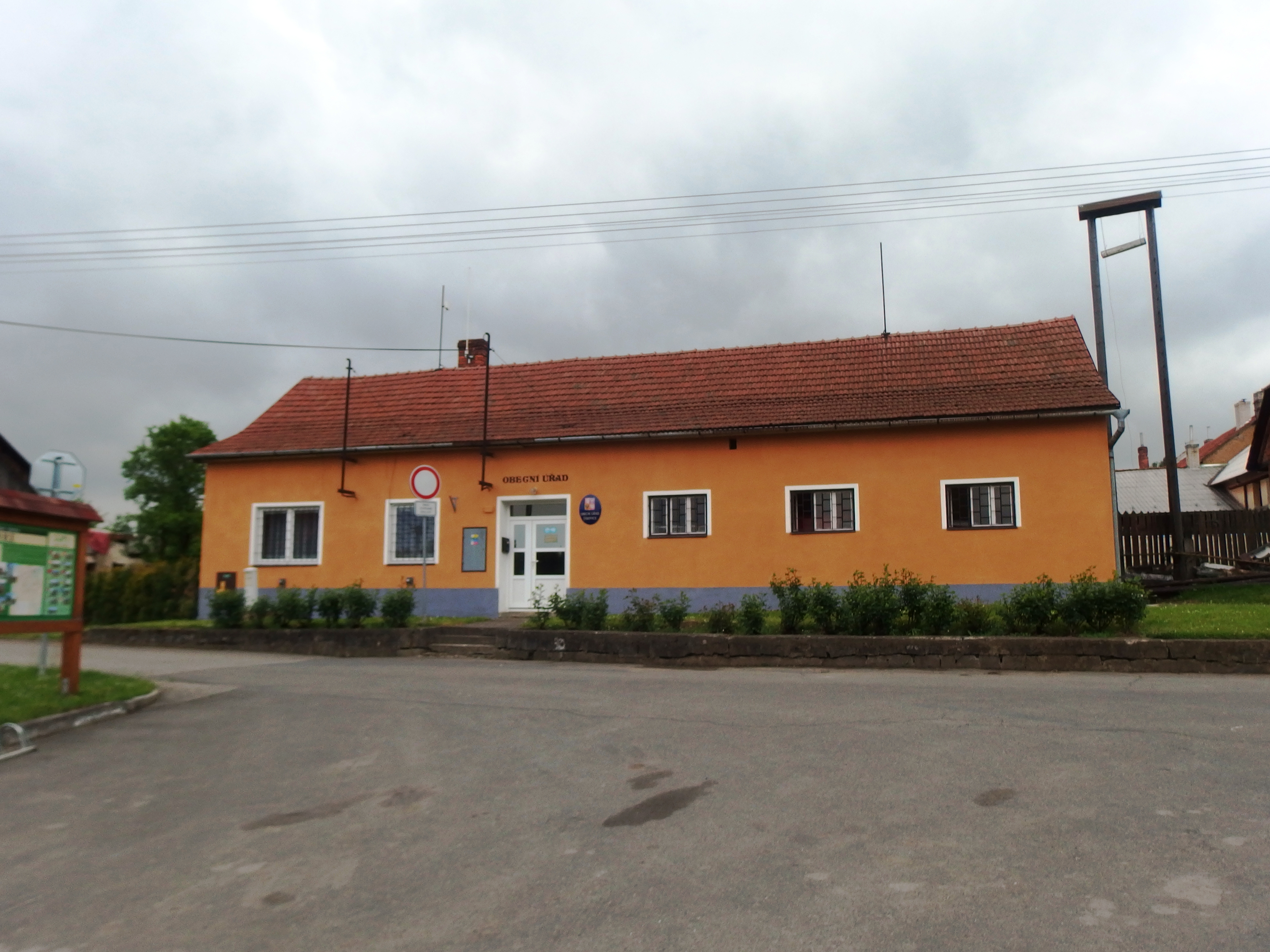
Obecní úřad